# Epalpus rufitibia
Epalpus rufitibia är en tvåvingeart som först beskrevs av Wulp 1888.  Epalpus rufitibia ingår i släktet Epalpus och familjen parasitflugor. Inga underarter finns listade i Catalogue of Life.